# Варош (Ражањ)
Варош је насеље у Србији у општини Ражањ у Нишавском округу. Према попису из 2022. било је 216 становника (према попису из 1991. било је 582 становника).

Овде се налазе Запис кестен код школе (Варош), Запис Јанковића орах (Варош) и Запис Живадиновића крушка (Варош).

## Демографија
У насељу Варош живи 316 пунолетних становника, а просечна старост становништва износи 48,7 година (46,6 код мушкараца и 50,5 код жена). У насељу има 104 домаћинства, а просечан број чланова по домаћинству је 3,46.
Ово насеље је великим делом насељено Србима (према попису из 2002. године).
|  |

| Демографија | Демографија | Демографија |
| Година      | Становника  | Становника  |
| ----------- | ----------- | ----------- |
| 1948.       | 679         |             |
| 1953.       | 717         |             |
| 1961.       | 700         |             |
| 1971.       | 618         |             |
| 1981.       | 553         |             |
| 1991.       | 582         | 569         |
| 2002.       | 360         | 368         |

| Етнички састав према попису из 2002.‍ | Етнички састав према попису из 2002.‍ | Етнички састав према попису из 2002.‍ | Етнички састав према попису из 2002.‍ | Етнички састав према попису из 2002.‍ |
| ------------------------------------ | ------------------------------------ | ------------------------------------ | ------------------------------------ | ------------------------------------ |
|                                      |                                      |                                      |                                      |                                      |
| Срби                                 | Срби                                 |                                      | 359                                  | 99,72%                               |
| Бугари                               | Бугари                               |                                      | 1                                    | 0,27%                                |
| непознато                            | непознато                            |                                      | 0                                    | 0,0%                                 |

| Година пописа     | 1948. | 1953. | 1961. | 1971. | 1981. | 1991. | 2002. |
| ----------------- | ----- | ----- | ----- | ----- | ----- | ----- | ----- |
| Број домаћинстава | 127   | 145   | 155   | 147   | 146   | 155   | 104   |

| Број чланова      | 1  | 2  | 3  | 4  | 5 | 6  | 7 | 8 | 9 | 10 и више | Просек |
| ----------------- | -- | -- | -- | -- | - | -- | - | - | - | --------- | ------ |
| Број домаћинстава | 23 | 19 | 13 | 19 | 8 | 16 | 4 | 1 | 0 | 1         | 3,46   |

| Пол    | Укупно | Неожењен/Неудата | Ожењен/Удата | Удовац/Удовица | Разведен/Разведена | Непознато |
| ------ | ------ | ---------------- | ------------ | -------------- | ------------------ | --------- |
| Мушки  | 152    | 30               | 108          | 12             | 2                  | 0         |
| Женски | 172    | 20               | 108          | 39             | 5                  | 0         |
| УКУПНО | 324    | 50               | 216          | 51             | 7                  | 0         |

| Пол    | Укупно                    | Пољопривреда, лов и шумарство | Рибарство                            | Вађење руде и камена | Прерађивачка индустрија       |
| ------ | ------------------------- | ----------------------------- | ------------------------------------ | -------------------- | ----------------------------- |
| Мушки  | 80                        | 27                            | 0                                    | 0                    | 23                            |
| Женски | 44                        | 15                            | 0                                    | 0                    | 7                             |
| УКУПНО | 124                       | 42                            | 0                                    | 0                    | 30                            |
| Пол    | Производња и снабдевање   | Грађевинарство                | Трговина                             | Хотели и ресторани   | Саобраћај, складиштење и везе |
| Мушки  | 2                         | 5                             | 6                                    | 1                    | 7                             |
| Женски | 0                         | 0                             | 8                                    | 2                    | 1                             |
| УКУПНО | 2                         | 5                             | 14                                   | 3                    | 8                             |
| Пол    | Финансијско посредовање   | Некретнине                    | Државна управа и одбрана             | Образовање           | Здравствени и социјални рад   |
| Мушки  | 1                         | 0                             | 1                                    | 3                    | 1                             |
| Женски | 0                         | 0                             | 3                                    | 4                    | 2                             |
| УКУПНО | 1                         | 0                             | 4                                    | 7                    | 3                             |
| Пол    | Остале услужне активности | Приватна домаћинства          | Екстериторијалне организације и тела | Непознато            | Непознато                     |
| Мушки  | 3                         | 0                             | 0                                    | 0                    | 0                             |
| Женски | 2                         | 0                             | 0                                    | 0                    | 0                             |
| УКУПНО | 5                         | 0                             | 0                                    | 0                    | 0                             |